# Manne Fröberg
Per Emanuel "Manne" Fröberg, född 14 juli 1878 i Nora socken, Ångermanland, död 23 mars 1950 i Bromma församling, var en svensk präst.
Manne Fröberg prästvigdes för missionstjänst 1903, var Evangeliska fosterlandsstiftelsens missionär i Ostindien 1904–1912, 1916–1924 och 1927–1928 samt var lärare vid Johannelunds missionsinstitut 1928–1936. Han blev kyrkoherde i Lovö församling 1935, slottspredikant på Drottningholms slott 1936, extra ordinarie hovpredikant 1937, tillförordnad kontraktsprost i Svartsjö kontrakt 1941, ordinarie kontraktsprost 1943 och emeritus 1948. Fröberg utgav bland annat An introduction to the books of the Old and New Testament in the Hindi language (1930).